# 佐藤義雄
佐藤 義雄（さとう よしお、1949年8月25日 - ）は、日本の実業家。住友生命保険代表取締役社長、同社代表取締役会長、生命保険協会会長、経済同友会副代表幹事を歴任した。

## 人物
福岡県出身。福岡県立小倉高等学校を経て、1973年九州大学法学部卒業。松尾憲治元明治安田生命保険社長は高校の同級生で、大学受験浪人時にも同じ予備校に通った。大学卒業後、住友生命保険に入社し、主に営業、運用畑を歩んだ。1995年徳島支社長。1998年株式運用部長。1999年証券投資部長。2000年取締役総合法人本部長。2002年常務取締役。
2007年住友生命保険代表取締役社長に昇格。前任の横山進一社長の路線を引き継ぎ財務健全化を進めたほか、アジアでの投資を行った。2013年生命保険協会会長。2014年住友生命保険代表取締役会長。経済同友会副代表幹事、レンゴー取締役、讀賣テレビ放送取締役 等も歴任した。
2020年11月、旭日重光章受章。2021年4月、住友生命保険取締役。

## 経歴
出典
- 1973年3月 - 九州大学法学部卒業
- 1973年4月 - 住友生命保険相互会社入社
- 1991年7月 - 同社茨木支社長
- 1993年10月 - 同社新宿営業本部営業副本部長兼新宿中央営業部長
- 1994年4月 - 同社新宿営業本部営業副本部長兼第１営業部長
- 1995年10月 - 同社徳島支社長
- 1998年4月 - 同社株式運用部長
- 1999年1月 - 同社証券投資部長
- 2000年4月 - 同社本社総合法人本部長
- 2000年7月 - 同社取締役嘱本社総合法人本部長
- 2002年4月 - 同社常務取締役嘱常務執行役員本社総合法人本部、本社法人センター担当
- 2002年10月 - 本社総合法人本部、本社法人センター担当、本社FP営業部担当
- 2003年1月 - 本社総合法人本部、本社法人センター担当、本社FP営業部担当（近畿総合・京都総合・神戸総合・北陸総合法人部、副担当）
- 2003年4月 - 本社総合法人本部、本社FP営業部担当（近畿総合・京都総合・神戸総合・北陸総合・中国総合・四国総合・九州総合法人部、副担当）
- 2004年4月 - 運用企画部、ストラクチャード投資部、株式運用部、資金債券運用部、運用事業部担当
- 2004年7月 - 同社常務取締役嘱常務執行役員兼運用事業部長運用企画部、ストラクチャード投資部、株式運用部、資金債券運用部、運用事業部担当
- 2004年10月 - 同社常務取締役嘱常務執行役員運用企画部、ストラクチャード投資部、株式運用部、資金債券運用部、運用事業部担当
- 2005年1月 - 運用企画部、ストラクチャード投資部、株式運用部、資金債券運用部、証券管理室、運用事業部担当
- 2005年4月 - 運用企画部、株式運用部、資金債券運用部、証券システム管理室、運用事業部担当
- 2007年7月 - 同社取締役社長嘱代表執行役員（代表取締役）
- 2011年7月 - 同社代表取締役社長社長執行役員現在に至る兼職関係
- 2012年6月 - 讀賣テレビ放送株式会社取締役